# Iryna Sjymanovitsj
Iryna Wladzimirawna Sjymanovitsj (Wit-Russisch: Ірына Ўладзіміраўна Шымановіч) (Minsk, 30 juni 1997) is een tennisspeelster uit Wit-Rusland. Sjymanovitsj begon op vijfjarige leeftijd met het spelen van tennis. Haar favoriete ondergrond is gravel. Zij speelt rechtshandig en heeft een tweehandige backhand. Zij is actief in het internationale tennis sinds 2012, toen zij in het dubbelspel uitkwam op een ITF-toernooi in haar geboortestad Minsk (Wit-Rusland).

## Loopbaan
In 2013 stond zij met Anhelina Kalinina op het meisjesdubbelspel van Wimbledon in de finale, die zij verloren van de Tsjechische meiden Barbora Krejčíková en Kateřina Siniaková.
In 2014 en 2021 kwam Sjymanovitsj uit voor Wit-Rusland op de Fed Cup – zij behaalde daar een winst/verlies-balans van 2–2.
Sjymanovitsj speelde ook op de Olympische Jeugdzomerspelen 2014 in Nanjing, waar zij een zilveren medaille behaalde, toen zij in de finale verloor van de Chinese Xu Shilin. Bij het meisjesdubbelspeltoernooi won zij een gouden medaille door samen met Anhelina Kalinina het Russische duo Darja Kasatkina en Anastasija Komardina in twee sets te verslaan.
In maart 2023 haakte Sjymanovitsj qua dubbelspel nipt aan bij de mondiale top 150. Een maand later stootte zij door naar de top 100, na haar overwinning op het WTA-toernooi van Bogota, waar zij aan de zijde van Irina Chromatsjova haar eerste WTA-titel veroverde. Door een geslaagd kwalificatietoernooi werd zij toegelaten tot Roland Garros, waar zij haar grandslamdebuut had – als alternate kreeg zij bovendien een plaats op het dubbelspel van Roland Garros; in beide disciplines won zij haar openingspartij. Op Wimbledon 2023 bereikte zij de kwartfinale, samen met de Georgische Oksana Kalasjnikova.
In februari 2024 won Sjymanovitsj haar tweede WTA-dubbelspeltitel, op het WTA 125-toernooi van Puerto Vallarta, met de Mexicaanse Renata Zarazúa aan haar zijde, gevolgd door de derde in Makarska geflankeerd door de Amerikaanse Sabrina Santamaria, en de vierde in Contrexéville samen met de Georgische Oksana Kalasjnikova.

## Posities op deWTA-ranglijst
Positie per einde seizoen:
| jaar | rang enkelspel | rang dubbelspel |
| ---- | -------------- | --------------- |
| 2013 | 919            | 845             |
| 2014 | 384            | 949             |
| 2015 | 534            | 468             |
| 2016 | 528            | 548             |
| 2017 | 578            | 626             |
| 2018 | 493            | 504             |
| 2019 | 420            | 358             |
| 2020 | 419            | 459             |
| 2021 | 263            | 306             |
| 2022 | 330            | 384             |
| 2023 | 164            | 68              |

## Resultaten grandslamtoernooien
| Legenda | Legenda                          |
| ------- | -------------------------------- |
| g.t.    | geen toernooi gehouden           |
| l.c.    | lagere categorie                 |
| –       | niet deelgenomen                 |
| G       | uitgeschakeld in de groepsfase   |
| 1R      | uitgeschakeld in de eerste ronde |
| 2R      | uitgeschakeld in de tweede ronde |
| 3R      | uitgeschakeld in de derde ronde  |
| 4R      | uitgeschakeld in de vierde ronde |
| KF      | uitgeschakeld in de kwartfinale  |
| HF      | uitgeschakeld in de halve finale |
| F       | de finale verloren               |
| W       | het toernooi gewonnen            |
| w-v     | winst/verlies-balans             |

### Enkelspel
| toernooi        | 2023 |
| --------------- | ---- |
| Australian Open | –    |
| Roland Garros   | 2R   |
| Wimbledon       | –    |
| US Open         | –    |

### Vrouwendubbelspel
| toernooi        | 2023 | 2024 |
| --------------- | ---- | ---- |
| Australian Open | –    | 2R   |
| Roland Garros   | 2R   | –    |
| Wimbledon       | KF   | –    |
| US Open         | 1R   |      |

## Palmares
| Legenda                 |
| ----------------------- |
| Grandslamtoernooi       |
| Olympische Spelen       |
| Year-End Championships  |
| Premier Mandatory       |
| Premier Five / WTA 1000 |
| Premier / WTA 500       |
| International / WTA 250 |
| Challenger / WTA 125    |

### WTA-finaleplaatsen enkelspel
geen

### WTA-finaleplaatsen vrouwendubbelspel
| nr.              | finale     | toernooi            | ondergrond | partner             | tegenstandsters                           | score            |         |
| ---------------- | ---------- | ------------------- | ---------- | ------------------- | ----------------------------------------- | ---------------- | ------- |
| gewonnen finales |            |                     |            |                     |                                           |                  |         |
| 1.               | 2023-04-08 | WTA Bogota          | gravel     | Irina Chromatsjova  | Oksana Kalasjnikova Katarzyna Piter       | 6-1, 3-6, [10-6] | details |
| 2.               | 2024-02-25 | WTA Puerto Vallarta | hardcourt  | Renata Zarazúa      | Angelica Moratelli Camilla Rosatello      | 6-2, 7-6         | details |
| 3.               | 2024-06-08 | WTA Makarska        | gravel     | Sabrina Santamaria  | Nao Hibino Oksana Kalasjnikova            | 6-4, 3-6, [10-6] | details |
| 4.               | 2024-07-14 | WTA Contrexéville   | gravel     | Oksana Kalasjnikova | Wu Fang-hsien Zhang Shuai                 | 5-7, 6-3, [10-7] | details |
| 5.               | 2025-06-07 | WTA Bari            | gravel     | Maria Kozyreva      | Quinn Gleason Ingrid Gamarra Martins      | 3-6, 6-4, [10-7] | details |
| 6.               | 2025-06-15 | WTA Valencia        | gravel     | Maria Kozyreva      | Yvonne Cavallé Reimers Ángela Fita Boluda | 6-3, 6-4         | details |
| verloren finales |            |                     |            |                     |                                           |                  |         |
| geen             |            |                     |            |                     |                                           |                  |         |